# 657
Évszázadok: 6. század – 7. század – 8. század
Évtizedek: 600-as évek – 610-es évek – 620-as évek – 630-as évek – 640-es évek – 650-es évek – 660-as évek – 670-es évek – 680-as évek – 690-es évek – 700-as évek
Évek: 652 – 653 – 654 – 655 –  656 – 657 – 658 – 659 – 660 – 661 – 662

## Események

### Európa
- Miután az előző évben Grimoald austrasiai majordomus III. Sigebert halála után kolostorba záratta a vér szerinti örököst, II. Dagobertet és saját fiát, Childebertet ültette a trónra, II. Chlodvig neustriai király elfogatja és kivégezteti Grimoaldot és Childebertet, Austrasiát pedig annektálja.
- II. Chlodvig 24 éves korában meghal. A Frank Birodalom koronája 5 éves fiára, III. Chlotharra száll, aki helyett anyja, Balthild kormányoz régensként.
- Meghal I. Eugenius pápa. Utódjául Vitalianust választják.[1]
- Oswiu northumbriai király női kolostort alapít Whitbyben, amelynek Hilda deirai hercegnő lesz az első apátnője.

### Arab Kalifátus
- Ali kalifa Szíriába vonul, hogy leverje Muávija kormányzó lázadását. Az Eufrátesz partján vívott sziffíni csata döntetlenül zárul és Muávija tárgyalásokat kezdeményez, amit Ali a csapatai hangulata miatt elfogad. A kiegyezést ellenző mozgalomból nő ki később a háridzsita vallási irányzat.

### Kína
- Kao-cung császár Szu Ting-fang tábornok vezetésével sereget küld a nyugati türkök ellen. A kínaiak az ujgurok segítségével legyőzik a türköket és menekülés közben elfogják Asina Helu kagánt, akit a kínai fővárosba, Csanganba szállítanak. Az egységes Nyugati Türk Kaganátus megszűnik.

### Amerika
- A maja Calakmul állam királya, II. Yuknoom Chʼeen megtámadja a rivális várost, Tikalt és vazallusává teszi annak királyát, Nuun Ujol Chaakot.

## Születések
- Ansprand, longobárd király

## Halálozások
- június 2. – I. Eugenius pápa[1]
- november 12. – Szent Livinus, Flandriában térítő ír szerzetes
- II. Chlodvig, frank király
- (III.) Childebert, frank király
- I. Grimoald, frank majordomus
- Ammár ibn Jászír, Mohamed próféta követője

## Fordítás
- Ez a szócikk részben vagy egészben  a(z)   657 című angol Wikipédia-szócikk ezen változatának fordításán alapul.  Az eredeti cikk szerkesztőit annak laptörténete sorolja fel. Ez a jelzés csupán a megfogalmazás eredetét és a szerzői jogokat jelzi, nem szolgál a cikkben szereplő információk forrásmegjelöléseként.